# Acolytes Protection Agency
A Acolytes Protection Agency, também chamada de APA, foi um tag team de wrestling profissional, o qual consistia em John "Bradshaw" Layfield e Ron "Faarooq" Simmons. Eles lutaram na promoção estadunidense World Wrestling Federation/Entertainment (WWF/E), entre Outubro de 1998 e Março de 2004.
Antes de chamarem-se APA, Faarooq e Bradshaw eram conhecidos como Hell's Henchmen e após, eles fizeram parte do Ministry of Darkness, de Undertaker, como The Acolytes. Juntos, conquistaram títulos na Memphis Championship Wrestling, Ohio Valley Wrestling e WWE.

## No wresling
- Finishers e ataques secundários
  - Aided powerbomb
  - Combinação de Back suplex e Neckbreaker slam
  - Double spinebuster

- Managers
  - The Jackyl
  - Jacqueline

## Títulos
- Memphis Championship Wrestling
  - MCW Southern Tag Team Championship (1 vez)

- Ohio Valley Wrestling
  - OVW Southern Tag Team Championship (1 vez)

- World Wrestling Federation/Entertainment
  - WWF European Championship - Bradshaw (1 vez)
  - WWF/E World Tag Team Championship (3 vezes)